# Saranda
Saranda és una serralada al districte de West Singhbhum a l'estat de Jharkhand.
Està formada per una massa de muntanyes que arriben a una altura de fins a 1.100 metres. la població està repartida en diversos llogarets situats en valls fondes; la majoria de la població són hos o d'alguna altra tribu adivasi.